# Notylia inversa
Notylia inversa är en orkidéart som beskrevs av João Barbosa Rodrigues. Notylia inversa ingår i släktet Notylia och familjen orkidéer. Inga underarter finns listade i Catalogue of Life.